# Nomenclatura degli anticorpi monoclonali
La nomenclatura degli anticorpi monoclonali è uno schema di denominazione utilizzato per assegnare il nome generico (o non-proprietario) agli anticorpi monoclonali.
Un anticorpo è una proteina che viene prodotta dalle cellule B per essere utilizzata dal sistema immunitario degli esseri umani e di altri animali vertebrati. Ciò per identificare una sostanza o un microrganismo, come un batterio o un virus, esterno all'organismo produttore. Gli anticorpi monoclonali sono proteine che sono state prodotte, spesso artificialmente, per condividere come obiettivo (target) lo stesso oggetto o sostanza (antigene). Hanno una vasta gamma di applicazioni nell'ambito medico.
Questo schema di denominazione è utilizzata sia dall'Organizzazione Mondiale della Sanità con l'International Nonproprietary Names (INN) che dagli Stati Uniti con lo United States Adopted Names (USAN) per i prodotti farmaceutici.
In generale, è scelta la radice della parola per identificare le classi di farmaci, questa è posta nel finale della parola.
Tutti i nomi di un anticorpo monoclonale terminano con lo desinenza (-MAB).
A differenza di molti altri prodotti farmaceutici, la nomenclatura di un anticorpo monoclonale usa differenti parti della parola precedente (morfemi) a seconda della struttura e funzione. Questi sono ufficialmente chiamate come sotto-radici (substems) e talvolta erroneamente come infissi (infixes).
| Prefisso                              | radice: Target | radice: Target | radice: Target             | radice: Fonte | radice: Fonte                                   | Suffisso |
|                                       | Vecchio        | Nuovo          | Significato                |               | Significato                                     |          |
| ------------------------------------- | -------------- | -------------- | -------------------------- | ------------- | ----------------------------------------------- | -------- |
| variable                              | -anibi-        | —              | Angiogenesi (inibitore)    | -a-           | ratto                                           | -mab     |
| variable                              | -ba(c)-        | -b(a)-         | Batterio                   | -e-           | criceto                                         | -mab     |
| variable                              | -ci(r)-        | -c(i)-         | Sistema circolatorio       | -i-           | primate                                         | -mab     |
| variable                              | -fung-         | -f(u)-         | Fungo                      | -o-           | topo                                            | -mab     |
| variable                              | -ki(n)-        | -k(i)-         | Interleuchina              | -u-           | uomo                                            | -mab     |
| variable                              | -les-          | —              | Infiammazione lesioni      | -xi-          | chimerico (umano/esterno)                       | -mab     |
| variable                              | -li(m)-        | -l(i)-         | Sistema immune             | -zu-          | umanizzato                                      | -mab     |
| variable                              | -mul-          | —              | Sistema muscoloscheletrico | -xizu-*       | chimerico/ibrido umanizzato                     | -mab     |
| variable                              | -ne(u)(r)-     | -n(e)-*        | Sistema nervoso            | -axo-         | ibrido ratto/topo (see Anticorpo trifunzionale) | -mab     |
| variable                              | -os-           | -s(o)-         | Osso                       | -axo-         | ibrido ratto/topo (see Anticorpo trifunzionale) | -mab     |
| variable                              | -toxa-         | -tox(a)-       | Tossine                    |               |                                                 | -mab     |
| variable                              | -co(l)-        | -t(u)-         | Tumore del colon           |               |                                                 | -mab     |
| variable                              | -go(t)-        | -t(u)-         | Tumore del testicolo       |               |                                                 | -mab     |
| variable                              | -go(v)-        | -t(u)-         | Carcinoma dell'ovaio       |               |                                                 | -mab     |
| variable                              | -ma(r)-        | -t(u)-         | Tumore della mammella      |               |                                                 | -mab     |
| variable                              | -me(l)-        | -t(u)-         | Melanoma                   |               |                                                 | -mab     |
| variable                              | -pr(o)-        | -t(u)-         | Carcinoma della prostata   |               |                                                 | -mab     |
| variable                              | -tu(m)-        | -t(u)-         | Tumori miscellanea         |               |                                                 | -mab     |
| variable                              | -vi(r)-        | -v(i)-         | Virus                      |               |                                                 | -mab     |
| * Sotto discussione al dicembre 2009. |                |                |                            |               |                                                 |          |